# Skulden
För den svenska TV-serien med samma namn från 1982, se Skulden (TV-serie).
Skulden är en svensk thrillerfilm från 1987 i regi av Harald Hamrell. I rollerna ses bland andra Bernt Östman, Michaela Jolin och Magnus Skogsberg.

## Handling
En man vaknar upp på ett sjukhus efter en olycka och minns ingenting av vad som hänt. Hans mor visar bilder framkallade från hans egen kamera och långsamt börjar han ana att något fruktansvärt har hänt.

## Rollista
- Bernt Östman – Johan
- Michaela Jolin – Eva
- Magnus Skogsberg – vännen
- Margreth Weivers – mamman
- Anders Nyström – advokaten
- Martin Montelius – läkaren
- Åke Boström – polisen
- Johan Heurgren – vakten

## Om filmen
Skulden producerades av Hamrell för Tiger Film AB, Filmfotograferna AB och Hamrell & Ardström Film. Hamrell skrev även manus och klippte filmen. Fotograf var Mats Ardström och kompositör Ralph Lundsten. Filmen premiärvisades den 2 oktober 1987 på Bio Victor i Stockholm.